# Zápas na Letních olympijských hrách 1976 – muži, řecko-římský do 100 kg
Zápas řecko-římský ve váhové kategorii do 100 kg probíhal na Letních olympijských hrách 1976 v Montrealu, v multifunkční hale Maurice Richard Arena. O medaile se utkalo celkem 13 zápasníků.

## Turnajové výsledky
Za prohru zápasníci získávají záporné body. 6 bodů vyřazuje zápasníka z dalších bojů. Poté, co zbývají poslední tři borci, utkají se tito ve finálovém kole o medaile.
Legenda
- TF — Lopatkové vítězství
- IN — Vítězství pro soupeřovo zranění
- DQ — Vítězství pro soupeřovu pasivitu
- D1 — Vítězství pro soupeřovu pasivitu, vítěz taktéž napomínán
- D2 — Oba zápasníci diskvalifikováni pro pasivitu
- FF — Kontumační vítězství
- DNA — Soupeř nenastoupil
- TPP — Trestné body celkem
- MPP — Trestné body za zápas

Sankce
- 0 – Lopatkové vítězství, technická převaha, pro pasivitu, zranění soupeře, nenastoupení
- 0,5 – Výhra na body, 8-11 bodů rozdíl
- 1 – Výhra na body, 1-7 bodů rozdíl
- 2 – Výhra pro pasivitu, vítěz taktéž napomínán
- 3 – Prohra na body, 1-7 body rozdíl
- 3,5 – Prohra na body, 8-11 bodů rozdílu
- 4 – Prohra lopatková, technickou převahu, pro pasivitu, zranění, nenastoupení

### Kolo 1
| TPP | MPP |                            | Skóre     |                        | MPP | TPP |
| --- | --- | -------------------------- | --------- | ---------------------- | --- | --- |
| 0   | 0   | Andrzej Skrzydlewski (POL) | TF / 2:24 | Bahram Moshtaghi (IRI) | 4   | 4   |
| 1   | 1   | Brad Rheingans (USA)       | 4 – 3     | Tore Hem (NOR)         | 3   | 3   |
| 4   | 4   | Jasunari Akijama (JPN)     | DQ / 8:53 | Fredi Albrecht (GDR)   | 0   | 0   |
| 0   | 0   | József Farkas (HUN)        | TF / 2:24 | Robert N'Diaye (SEN)   | 4   | 4   |
| 4   | 4   | Nicolae Martinescu (ROU)   | TF / 1:23 | Nikolaj Balbošin (URS) | 0   | 0   |
| 0   | 0   | Kamen Goranov (BUL)        | TF / 1:52 | Heinz Schäfer (FRG)    | 4   | 4   |
| 0   |     | Daniel Verník (ARG)        |           | Bye                    |     |     |

### Kolo 2
| TPP | MPP |                        | Skóre     |                            | MPP | TPP |
| --- | --- | ---------------------- | --------- | -------------------------- | --- | --- |
| 4   | 4   | Daniel Verník (ARG)    | TF / 1:17 | Andrzej Skrzydlewski (POL) | 0   | 0   |
| 8   | 4   | Bahram Moshtaghi (IRI) | TF / 0:34 | Brad Rheingans (USA)       | 0   | 1   |
| 3   | 0   | Tore Hem (NOR)         | TF / 5:40 | Jasunari Akijama (JPN)     | 4   | 8   |
| 4   | 4   | Fredi Albrecht (GDR)   | D2 / 8:00 | József Farkas (HUN)        | 4   | 4   |
| 8   | 4   | Robert N'Diaye (SEN)   | TF / 2:18 | Nicolae Martinescu (ROU)   | 0   | 4   |
| 0   | 0   | Nikolaj Balbošin (URS) | DQ / 5:51 | Kamen Goranov (BUL)        | 4   | 4   |
| 4   |     | Heinz Schäfer (FRG)    |           | Bye                        |     |     |

### Kolo 3
| TPP | MPP |                            | Skóre     |                        | MPP | TPP |
| --- | --- | -------------------------- | --------- | ---------------------- | --- | --- |
| 4   | 0   | Heinz Schäfer (FRG)        | TF / 1:57 | Daniel Verník (ARG)    | 4   | 8   |
| 3   | 3   | Andrzej Skrzydlewski (POL) | 7 – 9     | Brad Rheingans (USA)   | 1   | 2   |
| 3   | 0   | Tore Hem (NOR)             | DQ / 8:56 | Fredi Albrecht (GDR)   | 4   | 8   |
| 8   | 4   | József Farkas (HUN)        | TF / 3:32 | Nikolaj Balbošin (URS) | 0   | 0   |
| 8   | 4   | Nicolae Martinescu (ROU)   | TF / 5:51 | Kamen Goranov (BUL)    | 0   | 4   |

### Kolo 4
| TPP | MPP |                      | Skóre     |                            | MPP | TPP |
| --- | --- | -------------------- | --------- | -------------------------- | --- | --- |
| 8   | 4   | Heinz Schäfer (FRG)  | TF / 2:59 | Andrzej Skrzydlewski (POL) | 0   | 3   |
| 6   | 4   | Brad Rheingans (USA) | TF / 3:58 | Nikolaj Balbošin (URS)     | 0   | 0   |
| 7   | 4   | Tore Hem (NOR)       | TF / 1:14 | Kamen Goranov (BUL)        | 0   | 4   |

### Finále
Výsledky z předchozích kol se započítávají do finále (žlutě zvýrazněno)
| TPP | MPP |                            | Skóre     |                            | MPP | TPP |
| --- | --- | -------------------------- | --------- | -------------------------- | --- | --- |
|     | 0   | Nikolaj Balbošin (URS)     | DQ / 5:51 | Kamen Goranov (BUL)        | 4   |     |
|     | 4   | Andrzej Skrzydlewski (POL) | TF / 2:04 | Nikolaj Balbošin (URS)     | 0   | 0   |
| 5   | 1   | Kamen Goranov (BUL)        | 6 – 2     | Andrzej Skrzydlewski (POL) | 3   | 7   |

## Finálové pořadí
1. Nikolaj Balbošin (URS)
2. Kamen Goranov (BUL)
3. Andrzej Skrzydlewski (POL)
4. Brad Rheingans (USA)
5. Tore Hem (NOR)
6. Heinz Schäfer (FRG)
7. József Farkas (HUN) and  Nicolae Martinescu (ROU)